# Serra-di-Ferro
Serra-di-Ferro är en kommun i departementet Corse-du-Sud på ön Korsika i Frankrike. Kommunen ligger  i kantonen Santa-Maria-Siché som tillhör arrondissementet Ajaccio. År 2022 hade Serra-di-Ferro 709 invånare.

## Befolkningsutveckling
Antalet invånare i kommunen Serra-di-Ferro
Referens:INSEE